# 维利斯卡 (艾奥瓦州)
維利斯卡（英語：Villisca）是一個位於美國愛荷華州蒙哥馬利縣的城市。

## 地理
維利斯卡的座標為40°55′45″N 94°58′41″W / 40.92917°N 94.97806°W，而該地的平均海拔高度為328米（即1076英尺）。

## 人口
根據2010年美國人口普查的數據，維利斯卡的面積為4.92平方千米，當中陸地面積為4.92平方千米，而水域面積為0.00平方千米。當地共有人口1252人，而人口密度為每平方千米254人。